# Carolin Nytra
Carolin Nytra (Hamburg, 26 februari 1985) is een atleet uit Duitsland.
Op de Olympische Zomerspelen van Beijing en de Olympische Zomerspelen van Londen in 2012 liep Nytra de 100 meter horden.
Bij de Europese kampioenschappen indooratletiek 2011 werd Nytra Europees kampioene op de 60 meter horden. Op de Europese kampioenschappen atletiek 2010 liep ze ook al een bronzen medaille.
Carolin Nytra is getrouwd met verspringer Sebastian Bayer.